# Джим Мідоукрофт
Джи́м Мі́доукрофт (англ. Jim Meadowcroft, нар.15 грудня 1946—25 вересня 2015) — англійський колишній професіональний гравець в  снукер, колишній голова WPBSA, спортивний коментатор і тренер.
Найбільш успішними для Мідоукрофта стали 70-ті — в сезоні 1976/1977 він посідав 12-е місце у рейтингу професіоналів, а на чемпіонаті світу 1976 року досяг чвертьфіналу. Крім цього, він ще двічі проходив перший раунд чемпіонату. У 1982 році, на показовому матчі у Вортінгу Мідоукрофт в чотирьох фреймах зробив чотири сенчурі брейки у 105, 115, 117 і 125 очок .
Мідоукрофт був головою організації WPBSA.